# Comunità montana Valle Cannobina
La Comunità montana Valle Cannobina era un comprensorio montano che raccoglieva i comuni della Valle Cannobina.

## Storia
Cinque comuni erano interamente compresi nella Comunità Montana: Cannobio, Cavaglio-Spoccia, Cursolo-Orasso, Falmenta, Gurro; Malesco e Trarego Viggiona vi erano sono compresi solo in parte. 
Suo scopo principale fu quello di favorire lo sviluppo della valle e dei comuni coinvolti nella salvaguardia del patrimonio ambientale e culturale proprio. La sede della Comunità montana si trovava a Cavaglio-Spoccia, in frazione Lunecco.
La comunità montana venne soppressa nel 2009 e confluì, insieme alla Comunità montana Valgrande e alla Comunità montana Alto Verbano, nella nuova Comunità montana del Verbano. Quest'ultima venne soppressa nel 2012 e tutti i Comuni della Valle Cannobina entrarono a far parte dell'unione di comuni del Lago Maggiore.

### Simboli
La Comunità montana Valle Cannobina aveva un proprio gonfalone ed un proprio stemma concessi con D.P.R. 7 giugno 1985.